# IC 419
IC 419 ist ein inexistentes Objekt im Sternbild Fuhrmann am Nordsternhimmel im Index-Katalog, welches der deutsche Astronom Max Wolf am 25. September 1892 fälschlich als IC-Objekt beschrieb.